# Trebino
Trebino (macedónul: Требино) település Észak-Macedóniában, a Délnyugati körzet Makedonszki Brod-i járásában.

## Népesség
| Lakosok száma | 160  | 147  | 211  | 189  | 176  | 206  | 204  | 198  | 133  |
|               | 1948 | 1953 | 1961 | 1971 | 1981 | 1991 | 1994 | 2002 | 2021 |

2002-ben 198 lakosa volt, akik mindannyian macedónok.